# پدرو ده سیانسیو
پدرو ده سیانسیو (اسپانیایی: Pedro de Ciancio‎؛ زادهٔ ۱۶ فوریهٔ ۱۹۳۸) بازیکن فوتبال اهل آرژانتین بود.
از باشگاه‌هایی که در آن بازی کرده‌است می‌توان به باشگاه فوتبال راسینگ اشاره کرد.
وی همچنین در تیم ملی فوتبال آرژانتین بازی کرده‌است.